# Diogene Valotti
Diogene Valotti (Brescia, 30 dicembre 1830 – Brescia, 29 maggio 1910) è stato un politico italiano. Esponente di primo piano della destra bresciana, fu prosindaco della città durante la seconda guerra d'indipendenza, poi sindaco tra il 1861 e il 1862. Consigliere provinciale dal 1860 al 1902, ne fu presidente tra il 1867 e il 1880; fu anche eletto dal consiglio alla carica di presidente della Deputazione nel 1889. Fu senatore del Regno d'Italia dal 1889 fino alla morte.

## Biografia
Figlio di Antonio Vallotti e Teresa Baluccanti, fu conte di Monzone e Marchese di Castellarano e San Casciano. Sposato a Barbara Fenaroli, sorella del senatore Girolamo Federico Fenaroli Avogadro, ebbe cinque figli: Antonio, Teresa, Maria Beatrice, Teodora e Maria Livia. Teresa sposò Lelio Fenaroli, mentre Maria Livia fu coniugata al conte Teodoro Lechi.
Nel 1858 fu nominato assessore nella giunta del Podestà Angelo Averoldi. Durante la seconda guerra d'indipendenza, nel giugno 1859, fu uno dei firmatari dell'appello che invitò i Cacciatori delle Alpi ad entrare in città. Dopo l'arrivo delle truppe franco-piemontesi a Brescia operò come prosindaco: lo stesso Vittorio Emanuele II, appena giunto in città, scese presso il palazzo di famiglia a concedergli l'incarico. Amministrò la città durante la fase di transizione in attesa della formalizzazione del passaggio del bresciano al Regno di Sardegna che sarebbe avvenuto con il trattato di Zurigo. Divenne presto leader del Circolo Politico, che riuniva i membri della Destra locale filocavouriana, il quale era contrapposto al Circolo Nazionale, vicino alla Sinistra e guidato da Giuseppe Zanardelli e da Francesco Cuzzetti. Eletto al consiglio comunale nel gennaio 1860, fu nominato sindaco l'11 settembre 1860, ma rinunciò alla carica; subentrò al sindaco facente funzione Nicola Zoppola solo nel marzo 1861.
Nel 1860 entrò anche nel consiglio provinciale rimanendovi con continuità fino al 1902 in rappresentanza dei mandamenti della città capoluogo. Assunse la carica di presidente dell'assemblea nel 1867, alla morte del conte Giovanni Martinengo di Villagana e la mantenne fino al 1880, ad eccezione di una breve parentesi tra il 1873 e il 1874 in cui il ruolo fu assegnato allo zanardelliano Ballini.
Si dimise dalla carica di sindaco dopo le elezioni amministrative parziali del 20 luglio 1862. Alle politiche del 1867 il suo nome fu proposto da alcuni elettori del collegio di Verolanuova e vinse al turno di ballottaggio contro Gaetano Semenza, nonostante avesse pubblicamente dichiarato che, per impegni familiari, non avrebbe potuto partecipare alle sessioni della X Legislatura. In coerenza con quanto affermato durante la campagna elettorale, si dimise dall'incarico pochi giorni dopo, non sedendo mai alla Camera.
L'avvento dei governi di sinistra, dopo la rivoluzione parlamentare del 1876, proiettò gli zanardelliani anche al centro della politica locale. Valotti, assieme al sindaco di Brescia del tempo Giovan Battista Formentini, fece un accordo con la sinistra zanardelliana per mantenere alcuni posti occupati dalla destra nelle giunte comunali, nelle deputazioni provinciali e nei rispettivi consigli. Nel 1889 il consiglio provinciale poté eleggere per la prima volta il presidente della Deputazione, carica fino a quel momento ricoperta dai Prefetti di nomina regia: nella seduta del 2 dicembre il consiglio bresciano elesse a questa carica proprio Valotti, con 37 voti su 43 votanti. Fu confermato nell'incarico l'anno seguente e nell'agosto 1891; in quest'ultima occasione si dimise dopo poche settimane, in quanto pienamente assorbito dall'attività di senatore che aveva ottenuto, anche in questo caso, nel 1889.
Fu anche presidente dell'Istituto musicale "Carlo Antonio Venturi" di Brescia, tra il 1864 e il 1867, e presidente degli Ospedali civici di Brescia, nel febbraio 1890. Fu socio dell'Ateneo di Brescia a partire dall'8 agosto 1868; dell'istituto culturale fu anche tesoriere e membro del consiglio d'amministrazione.
Morì a Brescia il 29 maggio 1910.
- Roberto Chiarini, "Politica e società nella Brescia zanardelliana: le elezioni politiche a suffragio ristretto 1876-1880", Giuffré, Milano, 1973.
- Roberto Chiarini, "Giuseppe Zanardelli e la lotta politica nella provincia italiana: il caso di Brescia (1882-1902)", Milano, Sugarco, 1976.
- Lia Corniani De Toni, "Giuseppe Zanardelli: il potere del nuovo stato. Società civile e dibattito politico a Brescia nella seconda metà dell'Ottocento", Brescia, Grafo edizioni, 1984.
- Paolo Corsini, Marcello Zane, "Storia di Brescia. Politica, economia, società 1861-1992", Bari, Laterza, 2014.
- Mario Faini, "Le baruffe bresciane: società e politica dall'Unità d'Italia alla Grande Guerra", Brescia, Edizioni Brixia, 1993.
- Fabio Glissenti, "I nostri lutti: Diogene Valotti" in "Commentari dell'Ateneo di Brescia per l'anno 1910".
- Indice degli atti del Consiglio provinciale di Brescia dal 1860 al 1904.
- Storia di Brescia, Brescia, Morcelliana, 1963-64.